# Princípio maximal de Hausdorff
O princípio maximal de Hausdorff, em matemática, é uma forma alternativa e anterior ao Lema de Zorn demonstrada pelo matemático alemão Felix Hausdorff em 1914. Ele  estabelece que em qualquer conjunto parcialmente ordenado, todo subconjunto totalmente ordenado está contido em um subconjunto totalmente ordenado maximal.

O princípio maximal de Hausdorff é uma das afirmações equivalentes ao axioma da escolha sobre o ZF (Axiomas de Zermelo-Fraenkel sem o axioma da escolha). Ele também é conhecido como lema de Kuratowski.

## Enunciado
O princípio maximal de Hausdorff afirma que, em qualquer conjunto parcialmente ordenado, todo subconjunto totalmente ordenado está contido em um subconjunto totalmente ordenado maximal. O conjunto maximal produzido em geral não é único; pode haver inúmeros subconjuntos ordenados contendo um subconjunto totalmente ordenado.
Uma forma equivalente do princípio é que todo conjunto parcialmente ordenado existe um subconjunto maximal totalmente ordenado.
Para provar o que segue em sua forma original, seja A um poset. Então, {\displaystyle \varnothing } é um subconjunto totalmente ordenado de A, então existe um subconjunto maximal totalmente ordenado contendo {\displaystyle \varnothing }, em particular A contém um subconjunto maximal totalmente ordenado.
Para a direção contrária, seja A um conjunto parcialmente ordenado e T um subconjunto totalmente ordenado de A. Então
{\displaystyle \{S\mid T\subseteq S\subseteq A{\mbox{ e S é totalmente ordenado}}\}}
é parcialmente ordenado pela inclusão {\displaystyle \subseteq }, e portanto contém um subconjunto maximal totalmente ordenado P. Dessa forma, o conjunto {\displaystyle M=\bigcup P} satisfaz as propriedades desejadas.
A prova do princípio maximal de Hausdorff é equivalente ao lema de Zorn é análoga.

## Exemplos
```
Se (x
0
, y
0
) e (x
1
, y
1
) são dois pontos do plano ℝ
2
, defina (x
0
, y
0
) < (x
1
, y
1
).
```

se y0 = y1 e x0 < x1. Essa é uma ordenação parcial de ℝ2onde dois pontos são comparáveis apenas se estão na mesma linha horizontal. Os conjuntos maximais totalmente ordenados são linhas horizontais em ℝ2.